# Chiesa dei Santi Gottardo e Nicola di Bari
La chiesa parrocchiale dei Santi Gottardo e Nicola di Bari è un edificio religioso che si trova a Castione, in Canton Ticino.

## Storia
La costruzione risale al XVI secolo; nel 1626 divenne parrocchiale.

## Descrizione
La chiesa si presenta con una pianta ad unica navata sovrastata da una volta a botte. L'interno è ornato con affreschi risalenti al XIX secolo.